# Deuda activa
Una deuda activa es cualquier importe adeudado a un negocio como resultado de una adquisición de bienes o servicios en términos de crédito.
Aunque la empresa que hace una venta que no es al contado, no reciba por escrito la intención de pago, registra el precio debido como un activo circulante en sus libros de cuentas. Las deudas activas constituyen gran parte de los activos de muchas compañías, y pueden ser incluso vendidas o dadas en garantía para obtener préstamos.
Los «créditos cliente» son las sumas que en un determinado momento deben los clientes de la empresa; estos créditos son situados como un activo en la contabilidad, en una cuenta por ejemplo titulada clientes y dinero a recibir.

## Impactos
Los créditos no inmediatamente recuperados, crean la necesidad de financiamiento de la empresa, la que tal vez deba recurrir a un préstamo bancario, si sus previsiones de tesorería se encuentran especialmente ajustadas.